# Polymera (Polymera) niveitarsis
Polymera (Polymera) niveitarsis is een tweevleugelige uit de familie steltmuggen (Limoniidae). De soort komt voor in het Neotropisch gebied.